# آلن پریفاسی
آلن پریفاسی (انگلیسی: Alain Préfaci؛ زادهٔ ۱ مارس ۱۹۵۷) بازیکن فوتبال اهل فرانسه است.
از باشگاه‌هایی که در آن بازی کرده‌است می‌توان به باشگاه ورزشی آمیان اشاره کرد.